# Patricia Mousel
Pour les articles homonymes, voir Mousel.
Patricia Mousel, née le 13 février 1957 à Warmeriville, est une footballeuse française évoluant au poste de défenseur.

## Biographie

### Carrière en club
Patricia Mousel évolue de 1972 à 1977 au Stade de Reims ; elle y remporte le Championnat de France à trois reprises (1975, 1976, 1977). Elle joue ensuite deux saisons au Caluire SCSC avant de jouer pour le FC Lyon de 1980 à 1993, remportant le titre de champion de France en 1991 et 1993.

### Carrière en sélection
Patricia Mousel compte 15 sélections en équipe de France entre 1973 et 1984. 
Elle reçoit sa première sélection en équipe nationale le 31 mai 1973, en amical contre la Suisse (défaite 3-5). Elle joue son dernier match le 9 juin 1984, en amical contre la Belgique (match nul 1-1).

## Palmarès
- Championne de France en 1975, 1976 et 1977 avec le Stade de Reims
- Championne de France en 1991 et 1993 avec le FC Lyon